# Жуково (Березниковский сельсовет, Вологодский район)
Жуково — деревня в Вологодском районе Вологодской области.
Входит в состав Новленского сельского поселения (с 1 января 2006 года по 8 апреля 2009 года входила в Березниковское сельское поселение), с точки зрения административно-территориального деления — в Березниковский сельсовет.
Расстояние до районного центра Вологды по автодороге — 76 км, до центра муниципального образования Новленского по прямой — 7 км. Ближайшие населённые пункты — Плющево, Олешково, Подолец, Авдеево, Келебардово, Алексино.
По переписи 2002 года население — 100 человек (50 мужчин, 50 женщин). Преобладающая национальность — русские (98 %).